# مارسل کلفنز
مارسل کلفنز (انگلیسی: Marcel Klefenz؛ زادهٔ ۲۰ آوریل ۱۹۸۶) بازیکن فوتبال اهل آلمان است.
از باشگاه‌هایی که در آن بازی کرده‌است می‌توان به باشگاه فوتبال فرایبورگ و باشگاه فوتبال وی‌اف‌آر آلن اشاره کرد.